# Phasia fuscipes
Phasia fuscipes là một loài ruồi trong họ Tachinidae.